# پیتزای دریایی
پیتزای دریایی (به انگلیسی: Seafood pizza) پیتزایی است که با غذاهای دریایی به عنوان ماده اولیه تهیه می‌شود. بسیاری از انواع مواد غذایی دریایی به شکل تازه، منجمد یا کنسرو شده ممکن است در پیتزای غذاهای دریایی استفاده شوند. برخی از فروشگاه های زنجیره‌ای پیتزا و همچنین رستوران‌های کوچک‌تر، پیتزاهای دریایی را به مصرف‌کنندگان عرضه می‌کنند.